# Concours Eurovision de la chanson 1963
- Pays participants

Luxembourg 1962 Copenhague 1964
Le Concours Eurovision de la chanson 1963 fut la huitième édition du concours. Il se déroula le samedi 23 mars 1963, à Londres, au Royaume-Uni. Il fut remporté par le Danemark, avec la chanson Dansevise, interprétée par Grethe et Jørgen Ingmann. La Suisse termina deuxième et l'Italie, troisième.

## Organisation
La France, qui avait remporté l'édition 1962, ne put organiser le concours cette année-là, à cause de difficultés financières. Comme en 1960, ce furent le Royaume-Uni et la BBC qui se chargèrent de l'organisation. L'annonce en fut faite dès le mois d'octobre 1962.
Le tirage au sort des ordres de passage eut lieu le 26 novembre 1962, à Londres. Les répétitions débutèrent le jeudi 21 mars 1963, deux jours avant la finale. Chaque artiste put répéter durant cinquante-cinq minutes en compagnie de l'orchestre.

## Pays participants
Seize pays participèrent au huitième concours. Il n'y eut ni abstention, ni retour, ni début.

## Format

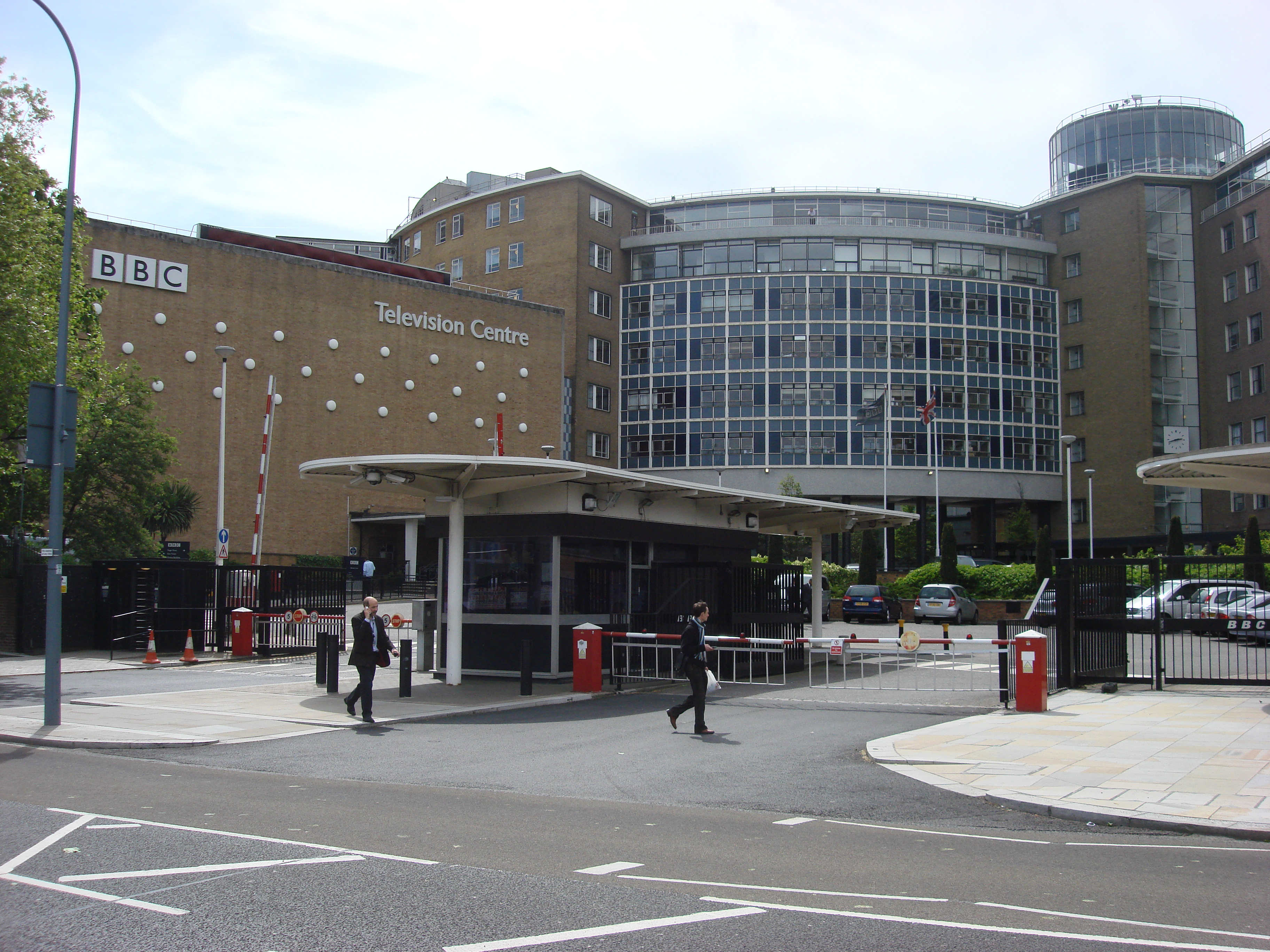
Le Television Centre de la BBC, à Londres.

Le concours eut lieu au Television Centre de la BBC, inauguré en 1960.
Pour la première fois de l'histoire du concours, deux salles distinctes furent employées : les studios TC3 et TC4. Le premier accueillit la présentatrice, le public et le tableau de vote. Le second, à l'acoustique meilleure, accueillit les artistes et l'orchestre. Le décor de la première salle se composait d'un escalier flanqué de pilastres dorés et de vastes miroirs. Le tableau de vote était placé à la droite de la scène. Le décor de la seconde salle se composait d'un sol fait de plusieurs podiums hexagonaux de tailles différentes. À cela, s'ajoutaient un escalier, un portique et d'autres accessoires, descendus des cintres entre les prestations. 
La nouveauté technique majeure de l'édition 1963 (expliquant le recours à deux salles distinctes) fut l'emploi de microphones suspendus. Ceux-ci, invisibles à l'écran, permirent une plus grande liberté de mouvements aux artistes et une mise en scène plus élaborée. Chaque artiste eut ainsi droit à une présentation personnalisée. Cette technique donna lieu à une rumeur tenace mais inexacte : les artistes auraient enregistré leurs prestations à l'avance et n'auraient donc pas chanté en direct. Pour la première fois, des effets visuels furent employés pour mettre en valeur les artistes : gros plans, travellings, surimpressions des images et filtres animés. Également, pour la toute première fois, un ventilateur fut utilisé.
Le programme dura près d'une heure et trente-cinq minutes. Il fut suivi par une audience estimée à 50 millions de téléspectateurs.

## Déroulement
La vidéo introductive débuta par la présentation des noms des pays participants dans le logo de l’Eurovision. Il y en eut ensuite plusieurs vues extérieures du Television Center. Une dernière vue aérienne du bâtiment fut suivie d'une vue de la première salle et du public.
Comme en 1960, la présentatrice de la soirée fut Katie Boyle et le chef d’orchestre, Eric Robinson.
Après les salutations d'usage, Katie Boyle appela les artistes chacun à leur tour. Ils descendirent l'escalier de la première salle et vinrent saluer le public. 
Chaque chanson fut introduite par une vue sur une carte de l'Europe. Une ampoule lumineuse, placée à l'endroit de la capitale, indiquait le pays participant. Le nom de celui-ci, de la chanson et des artistes apparaissaient ensuite en surimpression sur la carte. 
Initialement, il avait été prévu d'intercaler entre chaque chanson, des sketchs de trente secondes mettant en scène les marionnettes Pinky & Perky. Ces séquences furent donc scénarisées et enregistrées, mais la production s'étant ravisée au dernier moment, elles ne furent jamais diffusées.

## Chansons
Seize chansons concoururent pour la victoire.
Quatre artistes francophones lancèrent cette année-là leur carrière à l'international : Alain Barrière qui représentait la France ; Françoise Hardy, Monaco ; Nana Mouskouri, le Luxembourg et Esther Ofarim, la Suisse.
Pour la toute première fois de l'histoire du concours, deux artistes se présentèrent sur scène, accompagnés. Le représentant anglais, Ronnie Carroll, était entouré de trois jeunes femmes, qui lui servirent de choristes, autre grande première. Le représentant français, Alain Barrière, adressa quant à lui sa chanson à une figurante, afin de mieux en illustrer le thème.

## Chefs d'orchestre
| Eric Robinson                                  | Willy Berking | Erwin Halletz  | Øivind Bergh | Gigi Cicherello | George de Godzinsky | Kai Mortensen |
| ---------------------------------------------- | ------------- | -------------- | ------------ | --------------- | ------------------- | ------------- |
| - Luxembourg - Pays-Bas - Royaume-Uni - Suisse | - Allemagne   | - Autriche     | - Norvège    | - Italie        | - Finlande          | - Danemark    |
| Miljenko Prohaska                              | Frank Pourcel | Rafael Ibarbia | William Lind | Francis Bay     | Raymond Lefèvre     |               |
| - Yougoslavie                                  | - France      | - Espagne      | - Suède      | - Belgique      | - Monaco            |               |

## Entracte
Le spectacle d'entracte fut un numéro d'acrobaties interprété par le couple suédois Ola et Barbro. Barbro effectua quelques figures d'équilibrisme, sur le guidon d'un vélo conduit par Ola. Ce dernier accomplit ensuite d'autres acrobaties, seul, sur le même vélo. Tous deux conclurent par des figures en duo.

## Vote
Le vote fut décidé entièrement par un panel de jurys nationaux. Les différents jurys furent contactés par téléphone, selon l'ordre de passage des pays participants. 
Un nouveau système de vote fut introduit. Les jurys se composaient désormais de vingt personnes. Chaque juré attribuait un, deux, trois, quatre et cinq votes aux cinq chansons qu'il estimait les meilleures. Les votes des jurés étaient ensuite additionnés. Les cinq chansons ayant obtenu le plus de votes obtenaient un, deux, trois, quatre et cinq votes de la part du jury. 
Les résultats des votes furent annoncés oralement, selon l'ordre de passage des candidats.

## Controverse

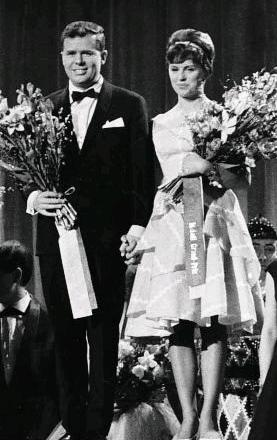
Les vainqueurs, Grethe & Jørgen Ingmann, lors de la sélection nationale danoise, le Dansk Melodi Grand Prix.

Le déroulement du vote rencontra plusieurs problèmes et causa une controverse majeure dans l'histoire du concours. Les porte-parole nationaux devaient en effet annoncer dans l'ordre : le numéro d'ordre de passage de la chanson, le nom du pays correspondant et finalement les votes qui lui étaient attribués.
Le porte-parole du jury norvégien, Roald Øyen, ne respecta pas la procédure et se trompa dans ses énoncés.  Il attribua successivement 5 votes au Royaume-Uni, 4 votes à l'Italie, 3 votes à la Suisse, 2 votes au Danemark et 1 vote à l'Allemagne, tout en confondant les ordres de passage.  Il fut repris par Katie Boyle qui le pria de répéter les résultats dans l'ordre correct.  Roald Øyen demanda alors à être rappelé à la fin du vote, après que tous les autres pays ont été contactés.
Le porte-parole du jury espagnol ne respecta pas plus les consignes.  Il annonça successivement 5 votes pour le Royaume-Uni, 4 votes pour la Suisse, 3 votes pour l'Italie, 2 votes pour la Yougoslavie et 1 vote pour la France.  Il ne fut cependant pas repris par Katie Boyle, ayant du moins respecté l'énoncé des ordres de passage.
Le porte-parole du jury monégasque commit, quant à lui, une erreur.  Il attribua 1 vote au Royaume-Uni et 1 vote au Luxembourg.  Il ne fut pas repris sur le moment par Katie Boyle. 
À la fin de la procédure, la Suisse était en tête avec 42 votes et le Danemark, deuxième avec 40 votes.  Mais, lorsque Katie Boyle recontacta le jury norvégien, Roald Øyen lut des résultats différents de ceux énoncés précédemment. Il attribua successivement 5 votes au Royaume-Uni, 2 votes à l'Allemagne, 3 votes à l'Italie, 4 votes au Danemark et 1 vote à la Suisse.  Les résultats furent corrigés sur le tableau.  Le Danemark obtint ainsi 42 votes et la Suisse, 40.
Le téléphone placé à côté de Katie Boyle se mit à sonner.  Elle reçut l'ordre de rappeler le jury monégasque. Le porte-parole redonna les mêmes résultats, excepté le vote de trop attribué au Luxembourg, qui fut soustrait.  Le Danemark fut alors proclamé vainqueur.
Il s'avéra par la suite que les résultats du jury norvégien n'étaient pas prêts lorsqu'il fut appelé pour la première fois par Katie Boyle.  Son président était encore occupé à additionner les votes des jurés.  Pris de court, Roald Øyen aurait lu des résultats provisoires.

## Résultats
Le Danemark remporta le concours pour la première fois, obtenant à cinq reprises la note maximale. Seuls l'Espagne, la France, Monaco et la Yougoslavie ne lui attribuèrent aucun vote. 
Pour la deuxième fois, quatre pays ne reçurent aucun vote et terminèrent dernier avec « nul point ». Il s'agit de la Finlande, de la Norvège, des Pays-Bas et de la Suède.
Les Pays-Bas devinrent le premier pays de l'histoire du concours à obtenir « nul point », deux années de suite.
| Ordre | Pays          | Artiste(s)              | Chanson                         | Langue            | Place | Points |
| ----- | ------------- | ----------------------- | ------------------------------- | ----------------- | ----- | ------ |
| 01    | Royaume-Uni H | Ronnie Carroll          | Say Wonderful Things            | Anglais           | 4     | 28     |
| 02    | Pays-Bas      | Annie Palmen            | Een speeldoos                   | Néerlandais       | 13    | 0      |
| 03    | Allemagne     | Heidi Brühl             | Marcel                          | Allemand          | 9     | 5      |
| 04    | Autriche      | Carmela Corren          | Vielleicht geschieht ein Wunder | Allemand, anglais | 7     | 16     |
| 05    | Norvège       | Anita Thallaug          | Solhverv                        | Norvégien         | 13    | 0      |
| 06    | Italie        | Emilio Pericoli         | Uno per tutte                   | Italien           | 3     | 37     |
| 07    | Finlande      | Laila Halme             | Muistojeni laulu                | Finnois           | 13    | 0      |
| 08    | Danemark      | Grethe & Jørgen Ingmann | Dansevise                       | Danois            | 1     | 42     |
| 09    | Yougoslavie   | Vice Vukov              | Brodovi                         | Croate            | 11    | 3      |
| 10    | Suisse        | Esther Ofarim           | T'en va pas                     | Français          | 2     | 40     |
| 11    | France T      | Alain Barrière          | Elle était si jolie             | Français          | 5     | 25     |
| 12    | Espagne       | José Guardiola          | Algo prodigioso                 | Espagnol          | 12    | 2      |
| 13    | Suède         | Monica Zetterlund       | En gång i Stockholm             | Suédois           | 13    | 0      |
| 14    | Belgique      | Jacques Raymond         | Waarom?                         | Néerlandais       | 10    | 4      |
| 15    | Monaco        | Françoise Hardy         | L'amour s'en va                 | Français          | 5     | 25     |
| 16    | Luxembourg    | Nana Mouskouri          | À force de prier                | Français          | 8     | 13     |

## Anciens participants
| Artiste        | Pays        | Année(s) précédente(s) |
| -------------- | ----------- | ---------------------- |
| Ronnie Carroll | Royaume-Uni | 1962                   |

## Tableau des votes
| Drapeau du Royaume-Uni | Drapeau des Pays-Bas                              | Drapeau de l'Allemagne | Drapeau de l'Autriche | Drapeau de la Norvège | Drapeau de l'Italie | Drapeau de la Finlande | Drapeau du Danemark | Drapeau de la République fédérative socialiste de Yougoslavie | Drapeau de la Suisse | Drapeau de la France | Drapeau de l'Espagne | Drapeau de la Suède | Drapeau de la Belgique | Drapeau de Monaco | Drapeau du Luxembourg | Total |   |    |
| Pays                   | Royaume-Uni                                       |                        | 3                     | –                     | –                   | 5                      | –                   | 3                                                             | 3                    | 3                    | –                    | 3                   | 5                      | 2                 | –                     | 1     | – | 28 |
| Pays                   | Pays-Bas                                          | –                      |                       | –                     | –                   | –                      | –                   | –                                                             | –                    | –                    | –                    | –                   | –                      | –                 | –                     | –     | – | 0  |
| Pays                   | Allemagne                                         | –                      | –                     |                       | –                   | 2                      | –                   | –                                                             | –                    | –                    | –                    | –                   | –                      | –                 | –                     | 3     | – | 5  |
| Pays                   | Autriche                                          | 4                      | –                     | –                     |                     | –                      | –                   | 4                                                             | 1                    | –                    | –                    | 2                   | –                      | 3                 | 2                     | –     | – | 16 |
| Pays                   | Norvège                                           | –                      | –                     | –                     | –                   |                        | –                   | –                                                             | –                    | –                    | –                    | –                   | –                      | –                 | –                     | –     | – | 0  |
| Pays                   | Italie                                            | 2                      | 1                     | –                     | –                   | 3                      |                     | 2                                                             | 5                    | 4                    | 5                    | –                   | 3                      | –                 | 3                     | 5     | 4 | 37 |
| Pays                   | Finlande                                          | –                      | –                     | –                     | –                   | –                      | –                   |                                                               | –                    | –                    | –                    | –                   | –                      | –                 | –                     | –     | – | 0  |
| Pays                   | Danemark                                          | 3                      | 5                     | 2                     | 3                   | 4                      | 2                   | 5                                                             |                      | –                    | 3                    | –                   | –                      | 5                 | 5                     | –     | 5 | 42 |
| Pays                   | Yougoslavie                                       | –                      | –                     | –                     | –                   | –                      | –                   | –                                                             | –                    |                      | –                    | 1                   | 2                      | –                 | –                     | –     | – | 3  |
| Pays                   | Suisse                                            | 5                      | –                     | 4                     | 5                   | 1                      | 5                   | –                                                             | 4                    | –                    |                      | –                   | 4                      | 1                 | 4                     | 4     | 3 | 40 |
| Pays                   | France                                            | –                      | 4                     | 1                     | 2                   | –                      | 4                   | –                                                             | –                    | 5                    | 4                    |                     | 1                      | –                 | 1                     | 2     | 1 | 25 |
| Pays                   | Espagne                                           | –                      | –                     | –                     | –                   | –                      | –                   | –                                                             | –                    | 2                    | –                    | –                   |                        | –                 | –                     | –     | – | 2  |
| Pays                   | Suède                                             | –                      | –                     | –                     | –                   | –                      | –                   | –                                                             | –                    | –                    | –                    | –                   | –                      |                   | –                     | –     | – | 0  |
| Pays                   | Belgique                                          | –                      | –                     | –                     | 4                   | –                      | –                   | –                                                             | –                    | –                    | –                    | –                   | –                      | –                 |                       | –     | – | 4  |
| Pays                   | Monaco                                            | 1                      | 2                     | 5                     | 1                   | –                      | 3                   | –                                                             | –                    | 1                    | 1                    | 5                   | –                      | 4                 | –                     |       | 2 | 25 |
| Pays                   | Luxembourg                                        | –                      | –                     | 3                     | –                   | –                      | 1                   | 1                                                             | 2                    | –                    | 2                    | 4                   | –                      | –                 | –                     | –     |   | 13 |
| Pays                   | Le tableau suit l'ordre de passage des candidats. |                        |                       |                       |                     |                        |                     |                                                               |                      |                      |                      |                     |                        |                   |                       |       |   |    |

## Télédiffuseurs
| Pays        | Télédiffuseur(s)        | Commentateur(s)               | Porte-parole     |
| ----------- | ----------------------- | ----------------------------- | ---------------- |
| Allemagne   | ARD Deutsches Fernsehen | Hanns Joachim Friedrichs      | ?                |
| Autriche    | ORF                     | Emil Kollpacher               | ?                |
| Belgique    | RTB                     | Pierre Delhasse               | ?                |
| Belgique    | BRT                     | Herman Verelst et Denise Maes | ?                |
| Danemark    | DR TV                   | Ole Mortensen                 | Bent Henius      |
| Espagne     | TVE                     | Federico Gallo                | ?                |
| Finlande    | Suomen Televisio        | Aarno Walli                   | Poppe Berg       |
| France      | RTF                     | Pierre Tchernia               | ?                |
| Italie      | Programma Nazionale     | Renato Tagliani               | Enzo Tortora     |
| Luxembourg  | Télé Luxembourg         | Pierre Tchernia               | ?                |
| Monaco      | Télé Monte Carlo        | Pierre Tchernia               | ?                |
| Norvège     | NRK                     | Øivind Johnsen                | Roald Øyen       |
| Pays-Bas    | NTS                     | Willem Duys                   | Pim Jacobs       |
| Royaume-Uni | BBC TV                  | David Jacobs                  | Nicholas Parsons |
| Royaume-Uni | BBC Light Programme     | Michael Aspel                 | Nicholas Parsons |
| Suède       | Sveriges Radio-TV       | Jörgen Cederberg              | Edvard Matz      |
| Suisse      | TSR                     | Georges Hardy                 | Boris Acquadro   |
| Suisse      | TV DSR                  | Theodor Haller                | Boris Acquadro   |
| Suisse      | TSI                     | Giovanni Bertini              | Boris Acquadro   |
| Yougoslavie | Televizija Beograd      | Ljubomir Vukadinović          | Miloje Orlović   |
| Yougoslavie | Televizija Zagreb       | Gordana Bonetti               | Miloje Orlović   |
| Yougoslavie | Televizija Ljubljana    | Tomaž Terček                  | Miloje Orlović   |

Le concours fut également diffusé au Portugal.